# José Henrique Carneiro da Cunha
José Henrique Carneiro da Cunha, mais conhecido como Carneiro da Cunha (Recife, 21 de julho de 1867 — ?), foi um advogado, usineiro e político brasileiro.
Foi governador de Pernambuco por um curto período em 1919, além de senador de 1921 a 1929. Anteriormente, havia sido senador estadual, em 1915.